# Fairfax (Californie)
Pour les articles homonymes, voir Fairfax.
Fairfax est une municipalité américaine du comté de Marin, en Californie. Sa population était de 7 319 habitants au recensement de 2000.

## Démographie
| 1940  | 1950  | 1960  | 1970  | 1980  | 1990  |
| ----- | ----- | ----- | ----- | ----- | ----- |
| 2 198 | 4 078 | 5 813 | 7 661 | 7 391 | 6 931 |

| 2000  | 2010  | - | - | - | - |
| ----- | ----- | - | - | - | - |
| 7 319 | 7 441 | - | - | - | - |